# Sven Berggren (botaniker)
Sven Berggren, född 12 augusti 1837 i Höörs socken i Skåne, död 28 juni 1917 i Lund, var en svensk botaniker och forskningsresande.
Berggren blev student vid Lunds universitet 1857, filosofie doktor 1865 och docent i botanik 1866, extra ordinarie professor i detta ämne vid Uppsala universitet 1881 och i Lund 1883 samt ordinarie professor vid sistnämnda universitet 1898. Han pensionerades 1902.
Av alla de svenska naturforskare, som under de sista årtiondena av 1800-talet besökte främmande länder och världsdelar för att rikta kunskap om deras natur, torde Berggren vara den mest bereste. Han deltog nämligen ej enbart i de svenska arktiska expeditionerna till Spetsbergen 1868 och till Grönland 1870 (under den senare expeditionen utförde han tillsammans med Adolf Erik Nordenskiöld den bekanta vandringen inåt inlandsisen), utan har även gjort en mer än två års lång resa till Nya Zeeland (1873–1875), varunder han tillryggalagde ett varv runt jordklotet.
Det mesta av de rika, huvudsakligen botaniska, samlingar, som Berggren hemförde från sina resor, kom Naturhistoriska riksmuseet och andra offentliga svenska samlingar till godo. En del av sina vetenskapliga iakttagelser publicerade Berggren i Bidrag till kännedom om fanerogamfloran (1871) och Undersökning af mossfloran vid Diskobugten och Auleitsivikfjorden i Grönland (1875), Bericht über die Untersuchung der Moosflora Spitzbergens und Beeren Eilands während der schwedischen Expeditionen von 1864 und 1868 (1875), Några nya el. ofullständigt kända arter af nyzeeländska fanerogamer (1878) samt On New Zealand Hepaticae (1898). 
Av hans övriga skrifter, som mestadels behandlar morfologisk-bryologiska ämnen, kan nämnas: Iakttagelser öfver mossornas könlösa fortplantning genom groddknoppar och med dem analoga bildningar (1865); Bidrag till Skandinaviens bryologi (1866); Studier öfver mossornas byggnad och utveckling (1868, 1870); Om Azollas prothallium och embryo (1880; även översatt på franska) samt Ett isbetäckt land i höga norden (beskrivning av Grönlands inlandsis, i "Läsning för folket" 1872). Han blev 1880 ledamot av Vetenskapsakademien samt av Vetenskaps- och vitterhetssamhället i Göteborg.
Under Nordenskiölds expedition 1868 till Spetsbergen lär Berggren i studentkatalogen ha varit tjänstledig "för en resa till Nordpolen". Auktorsnamnet Berggr. kan användas för Sven Berggren (botaniker) i samband med ett vetenskapligt namn inom botaniken; se Wikipediaartiklar som länkar till auktorsnamnet.
Sven Berggren är begravd på Klockarebackens kyrkogård i Höör.